# Turnverein 1861 Rottenburg 2016-2017
Questa voce raccoglie le informazioni riguardanti il Turnverein 1861 Rottenburg nelle competizioni ufficiali della stagione 2016-2017.

## Organigramma societario
Area direttiva
- Presidente: Klaus Maier

Area tecnica
- Allenatore: Hans Müller-Angstenberger
- Allenatore in seconda: Oliver Heiming
- Scout man: Karsten Haug, Niko Schneider

Area sanitaria
- Medico: Maik Schwitalle
- Fisioterapista: Jonas Bender, Simon Presch, Sabine Schepperle

## Rosa
| N° | Nome               | Ruolo | Data di nascita   | Nazionalità sportiva |
| -- | ------------------ | ----- | ----------------- | -------------------- |
| 1  | Dirk Mehlberg      | S     | 10 gennaio 1985   | Germania             |
| 3  | Philipp Jankowski  | P     | 15 ottobre 1991   | Germania             |
| 4  | Federico Cipollone | P     | 4 maggio 1994     | Italia               |
| 6  | Friederich Nagel   | C     | 29 settembre 1993 | Germania             |
| 7  | Sven Metzger       | S     | 7 gennaio 1992    | Germania             |
| 8  | Felix Isaak        | C     | 2 settembre 1989  | Germania             |
| 9  | Lars Wilmsen       | C     | 4 luglio 1993     | Germania             |
| 10 | Ferenc Németh      | S/O   | 16 maggio 1987    | Ungheria             |
| 12 | Phillip Trenkler   | S     | 5 marzo 1993      | Germania             |
| 13 | Moritz Karlitzek   | S     | 12 agosto 1996    | Germania             |
| 14 | Johannes Schief    | S     | 3 ottobre 1997    | Germania             |
| 16 | Johannes Elsäßer   | L     | 12 luglio 1994    | Germania             |
| 18 | Tim Grozer         | S     | 14 ottobre 1998   | Germania             |